# Caeparia donskoffi
Caeparia donskoffi är en kackerlacksart som beskrevs av Roth, L. M. 1979. Caeparia donskoffi ingår i släktet Caeparia och familjen jättekackerlackor.
Artens utbredningsområde är Vietnam. Inga underarter finns listade.